# جوناثان كارتر (منافس ألعاب قوى)
جوناثان كارتر (بالإنجليزية: Jonathan Carter)‏ هو منافس ألعاب قوى أمريكي، ولد في 10 مايو 1972.

## وصلات خارجية
- جوناثان كارتر على موقع الاتحاد الدولي لألعاب القوى (الإنجليزية)